# Pueblo
Pueblo je značilen tip indijanske tradicionalne naselbine na jugozahodu Združenih držav Amerike, ki ima obliki stopničastega bloka z vrstnimi ali terasastimi bivalnimi prostori.

## Etimologija
Beseda pueblo izhaja iz španščine, kjer pomeni naselbino. Španski pueblo kot ime za tip naselbine izvira iz latinskega izraza za ljudstvo- populus.

## Zgodovina in značilnosti
Gre za pravokotne hiše z ravnimi strehami, ki so naslonjene druga na drugo ali pa so terasaste druga na drugo. Grajene so iz kamna, ilovice oziroma opek. Pueble so pričele graditi kamenodobne kulture na Jugozahodu Združenih držav. Primerjalno gledano pa so puebli nekoliko podobni  berberskim ksarjem. 
Predniki današnjih Pueblov  in Hopijev so v kulturi Starih Pueblov  okrog 700 n.š. pričeli graditi zidane stavbe iz kamna . Postopoma so se razvili klasični puebli. Mogollonci so okrog leta 1.100 pričeli graditi svoje pueble iz opeke, ki je bila ožgana na soncu. Pueble so pogosto gradili tako, da so bili naslonjeni na strmo gorsko steno.  Tudi sicer so bili puebli praviloma relativno dobro zavarovani. Nastajali so na različnih obrambnih pozicijah, npr. na strmih bregovih stolastih gora (mesa-s). V kanjonu Chaco so stavbni les in kamnite kamne tovorili iz oddaljenih krajev in zgradili največja blokovska naselja Severne Amerike do 19. stoletja.
V teh naseljih so združevali tradicijo zemljank  in nove vrstne oziroma terasaste gradnje, pri tem pa so puebli imeli tudi po 5 metrov višine in tloris v obliki črke D, O ali L. Puebli poznajo tudi dostop skozi vhodna vrata (običajno v obliki črke T), nekoč pa so do stanovanj pogosto dostopali kar skozi ali preko streh in sicer po lestvah. V pueblih je lahko živelo po več sto ljudi. Večje pueble arheologi imenujejo »Velika hiša«. Taka poslopja so pogosto imela nad 200 sob, ki so bile pogosto serijske in so se delile v bivalne prostore in shrambe, večje sobe so se praviloma nahajale spredaj. Včasih je bilo sob celo nad 700. »Velike hiše«  so  bile grajene v štirih ali petih nadstropjih, sobe pa so praviloma gledale na južno stran neba.  Eden od največjih blokovskih naselij je bil Pueblo Bonito, ki je imel vsaj 650 sob in morda okrog 1.000 do 1.200 prebivalcev. Puebli pogosto vključujejo tudi kive, obredne okrogle in včasih na pol v zemljo zakopane ceremonialne objekte, ki jih imenujemo kiva. Število kiv je bilo pri Starih Pueblih sorazmerno številu sob v pueblu. Iz večjih pueblov so vodile tudi obredne ceste, ki so bile ponekod zgrajene v obliki vklesanega stopnišča. Še danes pueble lahko srečamo pri pripadnikih plemen Pueblo in Hopi.